# Europees Keramisch Werkcentrum

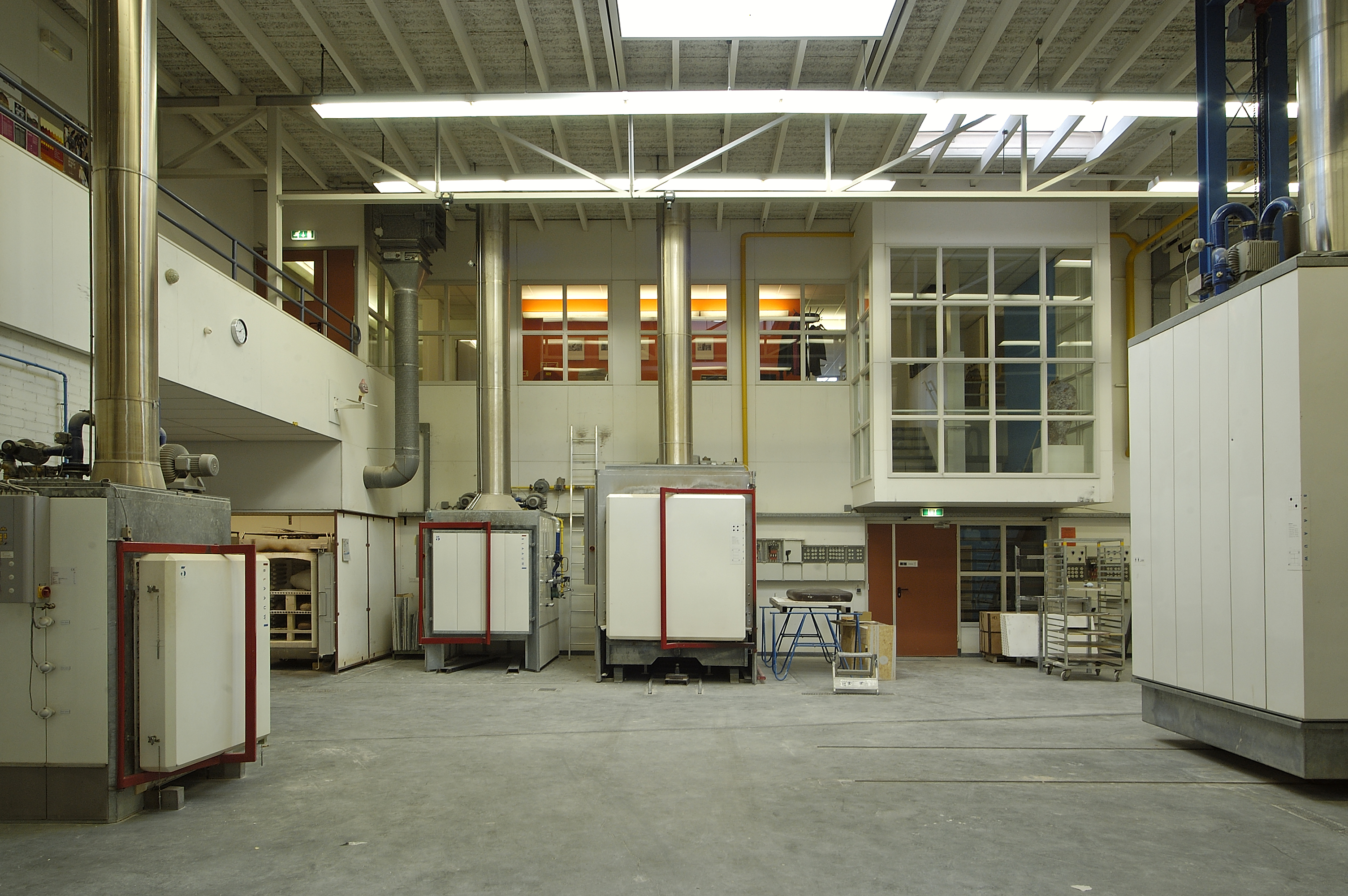
Ovenhal van het EKWC

Het Europees Keramisch Werkcentrum (EKWC) is een internationaal georiënteerd postacademisch instituut voor keramiek dat is gevestigd in de Nederlandse plaats Oisterwijk. Er werken jaarlijks ongeveer 60 kunstenaars, ontwerpers en architecten, die tijdens een verblijf van drie maanden experimenteren met keramiek als kunstvorm. Het instituut is gevestigd in een voormalige leerfabriek.

## Kenniscentrum
Het EKWC is een artistiek laboratorium waar nationale en internationale kunstenaars de mogelijkheden van keramische toepassingen onderzoeken en verbreden. De postacademische instelling is ook een platform voor reflectie en ontmoetingen tussen beeldend kunstenaars, ontwerpers, architecten, critici, bemiddelaars, verzamelaars en andere kunstliefhebbers. Tevens is het een plek die door het bedrijfsleven wordt gevonden voor advies, onderzoek en productie.

## Alumni
- Per Abramsen
- Karin Arink
- Armando
- Gijs Assmann
- Gijs Bakker
- Rob Birza
- Tom Claassen
- Tony Cragg
- Johan Creten
- Fortuyn/O'Brien
- Sigurður Guðmundsson
- Marion Herbst
- Hans van Hoek
- Hella Jongerius
- Filip Jonker
- Anish Kapoor
- Milan Kunc
- Mark Manders
- Nicholas Pope
- Thom Puckey
- Adriaan Rees
- Marcel Wanders
- Suzanne Willems

## Verblijf
Jaarlijks verblijven ongeveer 60 deelnemers in het EKWC. Gedurende drie maanden verblijft elke deelnemer intern en kan dag en nacht terecht in de werkplaats en de ateliers. Er zijn twee varianten: verblijf op individuele basis waarin de nadruk ligt op research & development en verblijf op projectbasis waar het accent ligt op de productie van een specifiek object voor bijvoorbeeld een expositie. De resultaten die deelnemers tijdens deze intensieve werkperiode boeken, worden bijvoorbeeld gebruikt in musea, exposities, bedrijfscollecties of als prototype voor het bedrijfsleven.

### Bekende deelnemers
- Koos Buster

## Toelating
Er is een formele selectieprocedure. Kandidaten sturen een cv op, aangevuld met een portfolio en een werkplan waaruit de onderzoeksrichting blijkt. Een toelatingscommissie van het EKWC beoordeelt alle aanmeldingen. Voor beeldend kunstenaars die in Nederland wonen en werken bestaat er een praktijkbeurs van het Mondriaan Fonds. De aanmeldingen voor deze praktijkbeurs worden door een commissie van het Mondriaan Fonds beoordeeld.
Van de 60 jaarlijkse plaatsen zijn er acht gereserveerd voor onlangs afgestuurde kunstacademici.

## Geschiedenis
Het EKWC opende op 7 december 1969 zijn deuren als Keramisch Werkcentrum (KWC) in Heusden. In 1991 verhuisde het centrum naar 's-Hertogenbosch. Deze verhuizing markeert ook het punt waarop "Europees" aan de naam werd toegevoegd. De nieuwe locatie groeide uit tot een internationale kunstenaarsverblijfplaats. Met de directiewisseling in 2010 veranderde de naam in sundaymorning@ekwc en opende er een CAD/CAM-studio.

## Basisinfrastructuur
Op 21 mei 2012 werd het EKWC geconfronteerd met weigering van overheidssubsidie. Het instituut vroeg voor de periode 2013-2016 rijkssubsidie aan, maar de Raad voor Cultuur, het onafhankelijke adviesorgaan van de regering op het gebied van kunst, cultuur en media, adviseerde staatssecretaris Zijlstra (Cultuur) geen subsidie te geven. Op 18 september maakte de staatssecretaris bekend dat hij het advies uit het rapport "Slagen in Cultuur" van de Raad van Cultuur in grote lijnen zou volgen. Desondanks onderstreepte de Raad voor Cultuur in dit rapport het belang van het EKWC.
Uiteindelijk leidde deze subsidiestop een heroriëntatie en reorganisatie in. In 2012 vertrokken 14 van de 22 medewerkers.

## Oisterwijk
Samen met de provincie Noord-Brabant bereidde het EKWC in 2014/15 een verhuizing voor naar de Leerfabriek, een historisch fabrieksgebouw in Oisterwijk. Op 26 oktober 2016 vond de officiële opening plaats door minister Bussemaker. In 2013 kende het Brabants Kenniscentrum Kunst en Cultuur impulsgelden toe waarmee het werkcentrum zijn zichtbaarheid, samenwerking en innovatie verder moest ontwikkelen.